# Heuwender

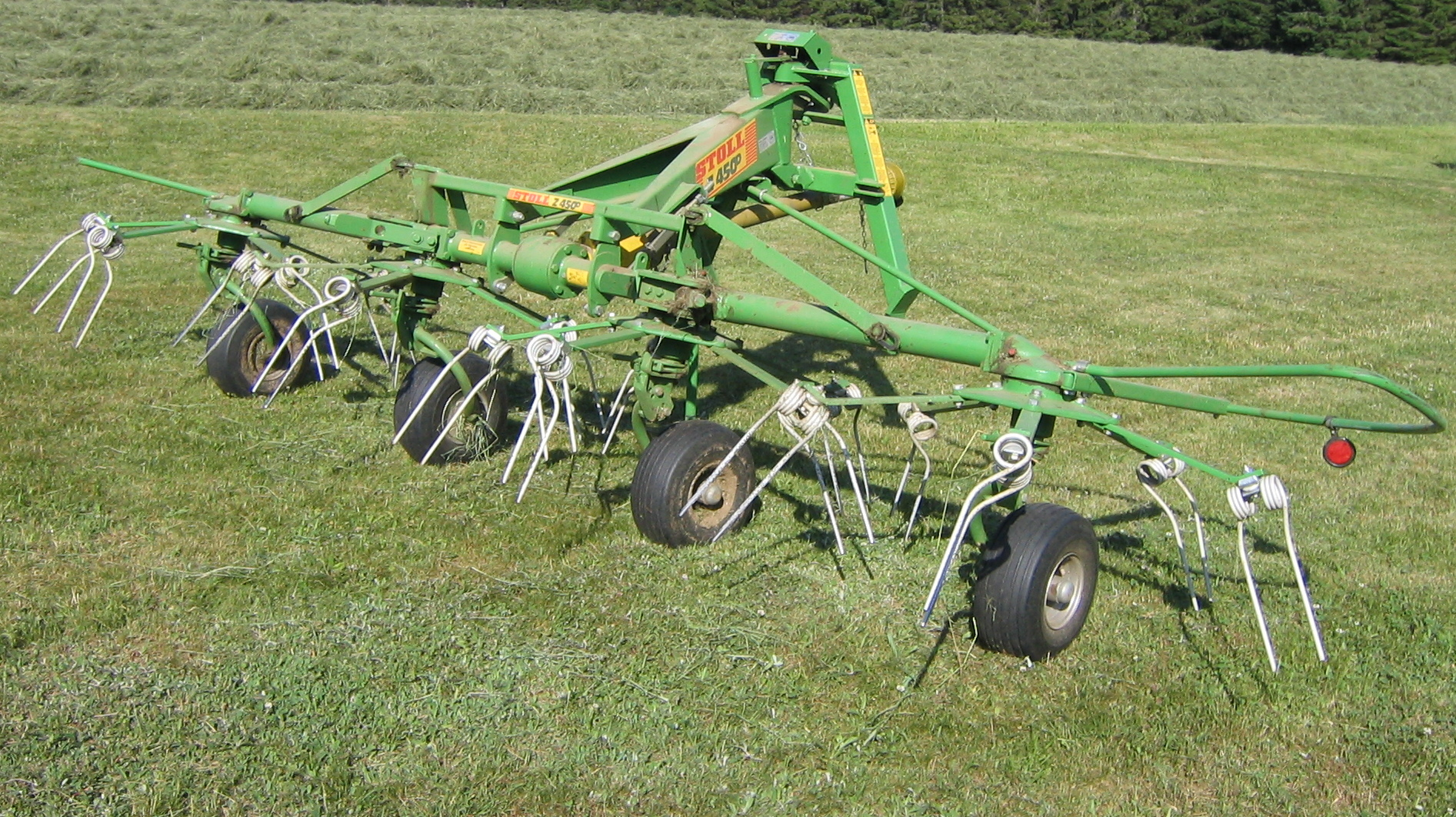
Zettwender mit vier Kreiseln

Ein Heuwender (auch Kreiselwender, Zettkreisel, norddeutsch Kehrer oder in der Schweiz Heuzettler) ist ein landwirtschaftliches Arbeitsgerät, das beim Trocknungsprozess von Gras zur Heu- oder Silagegewinnung eingesetzt wird. Er zählt zu den Futterwerbegeräten.

## Aufgabe
Heuwender haben die Aufgabe, die Trocknung von Mähgut zu fördern. Sie verteilen deswegen das frischgeschnittene Mähgut gleichmäßig auf der Grasnarbe, um die Trocknung zu beschleunigen (zetten). Im Anschluss wird des Öfteren das nunmehrige Anwelkgut gewendet, bis der gewünschte Trocknungsgrad je nach Konservierungsart erreicht ist. Je nach eingesetzter Technik und Erntegut ist mit Werbeverlusten von bis zu 30 % zu rechnen. Heuwender müssen auf die jeweilige Mähtechnik abgestimmt sein, um ein Überfahren der Mähschwaden zu vermeiden und ein optimales Zettergebnis zu bekommen.

## Entwicklung

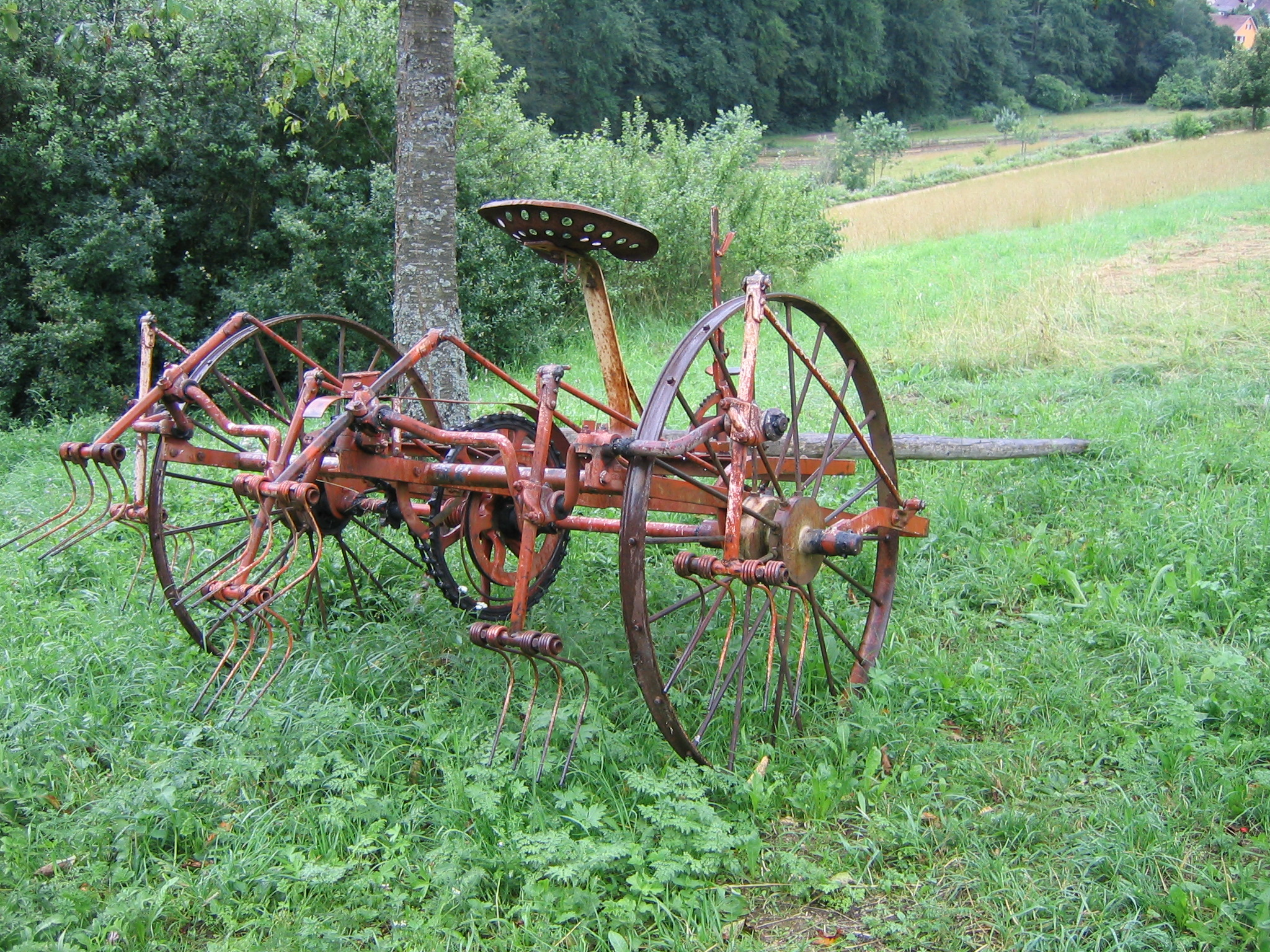
Gabelwender für Pferdebetrieb

Die Entwicklung der Heuwender und -schwadermaschinen erfolgte bereits im Verlauf des 19. Jahrhunderts. Nahezu alle großen Landmaschinenhersteller hatten bereits vor dem Ersten Weltkrieg Gabelheuwender im Programm und das mit beachtlichen Verkaufszahlen. Exemplarisch sei die Firma Fahr genannt, die zwischen 1896 und 1936 über 55.000 Gabelheuwender verkaufen konnte; im gesamten Produktionszeitraum zwischen 1896 und 1963 101.933 Stück, die zu Beginn nur auf tierische Zugkraft eingerichtet waren.
Nach dem Zweiten Weltkrieg wurden die Maschinen und Geräte dem Stand der Technik d. h. dem Traktorbetrieb angepasst. 1959 brachte der Allgäuer Bauer Josef Maugg eine Heuzettmaschine auf den Markt, die einen Kreisel besaß (Prototyp im Schwäbischen Bauernhofmuseum). Bei Fahr erkannte man das Potenzial dieser Maschine und verbesserte diesen Einkreisler. Da die Arbeitsbreite – im Gegensatz zu den anderen Erfindungen – durch mehr Kreisel praktisch unbegrenzt erhöht werden kann, war sein Siegeszug nicht mehr aufzuhalten.

## Geräte

### Kreiselzettwender

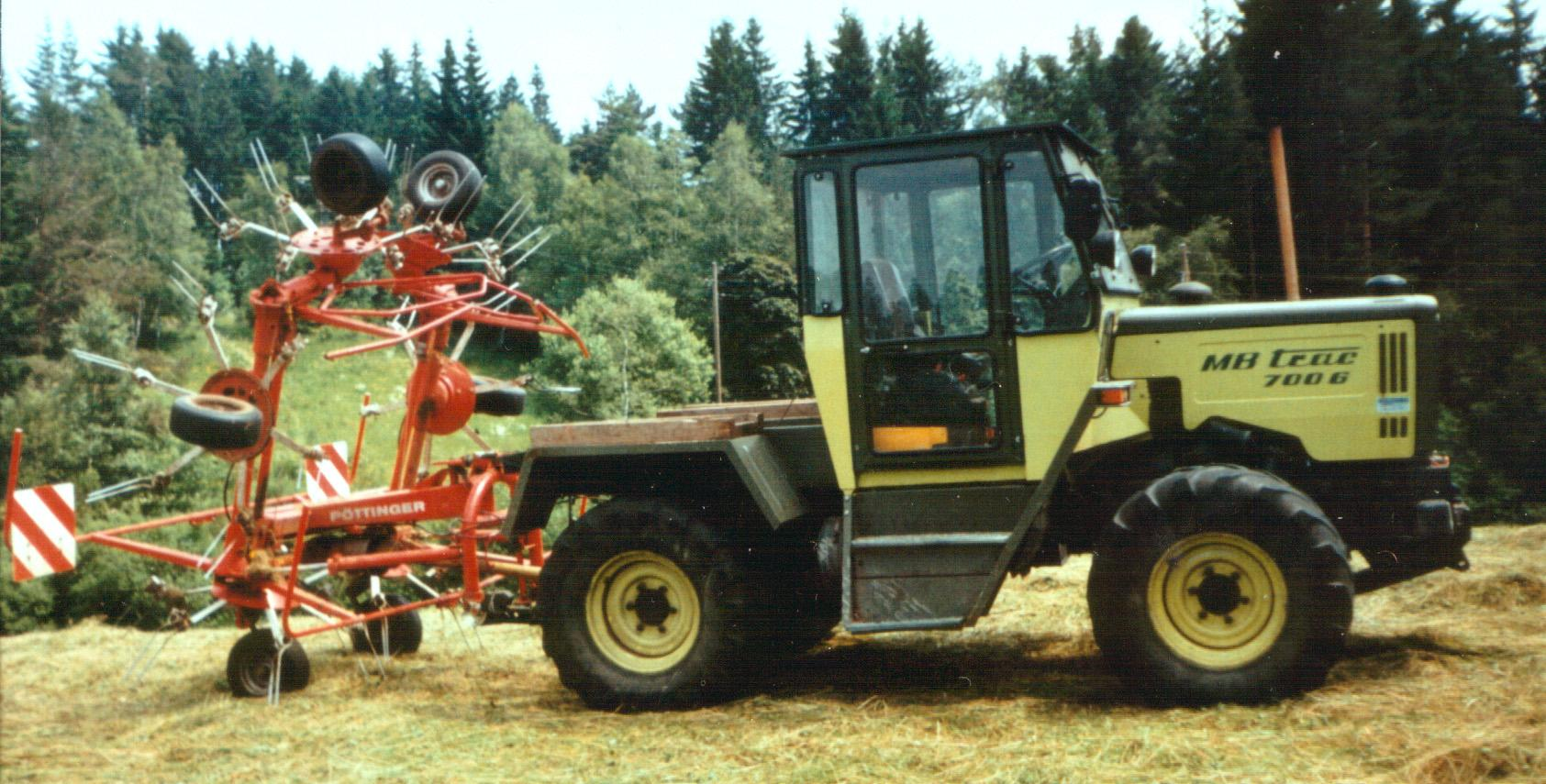
6-Kreisel-Zettwender von Pöttinger in Transportstellung hinter MB-trac 700 G

Ein Kreiselzettwender besteht aus einem oder mehreren Paaren Zinkenkreisel, die unter einem meist klappbar ausgeführten Rahmen befestigt sind. An den Kreiseln befinden sich vier bis acht Zinkenträger, an deren Ende Doppelzinken aus Federstahl angebracht sind. Die von der Zapfwelle des Traktors angetriebenen Kreisel drehen sich jeweils paarweise gegeneinander; daher gibt es nur Geräte mit einer geraden Zahl von Kreiseln. Jeder Kreisel rotiert so um eine in Fahrtrichtung geneigte vertikale Achse, dass die jeweils in Fahrtrichtung gesehen vorne sich befindenden Zinken den Boden berühren bzw. nahezu berühren. Über einen Spindelmechanismus lassen sich die Kreisel mehr oder weniger stark an den Boden stellen, so wie die Beschaffenheit des zu zettenden bzw. zu wendenden Erntegutes es für ein gutes Arbeitsergebnis erfordert. Damit in unebenem Gelände die eingestellte Arbeitsintensität der Kreisel beibehalten bleibt, verfügt jeder Kreisel über ein den Bodenunebenheiten folgendes Tastrad. Das noch frische Gras oder das Anwelkgut wird mit einer Kreiselumdrehungszahl von ca. 120 min−1 nach hinten geworfen, um die Mahd zu verteilen oder für den weiteren Trocknungsvorgang zu wenden.
Teilweise sind die Kreiselzettwender mit einem zusätzlichen Reduziergetriebe ausgestattet, das die Drehzahl der Kreisel soweit verringert, dass das Erntegut nur noch zusammengerecht, aber nicht mehr aufgeworfen wird. Damit können ohne Gerätewechsel auch die Nachtschwaden gelegt werden. Üblicherweise wird zum Ziehen der Nachtschwaden allerdings doch ein Schwader benutzt.
Ferner gibt es Kreiselwender mit Einrichtungen zum sogenannten Grenzstreuen, so dass das Futter nicht auf Nachbargrundstücke gestreut wird. Es gibt Zettwender in gezogener Ausführung (Anbau an die Ackerschiene des Schleppers) oder zum Anbau an die Dreipunkthydraulik des Traktors. Moderne Geräte mit größerer Arbeitsbreite lassen sich zum Straßentransport hydraulisch zusammenklappen. Kreiselwender werden in Arbeitsbreiten von ca. 1,8–20 m hergestellt.

### Gabelheuwender

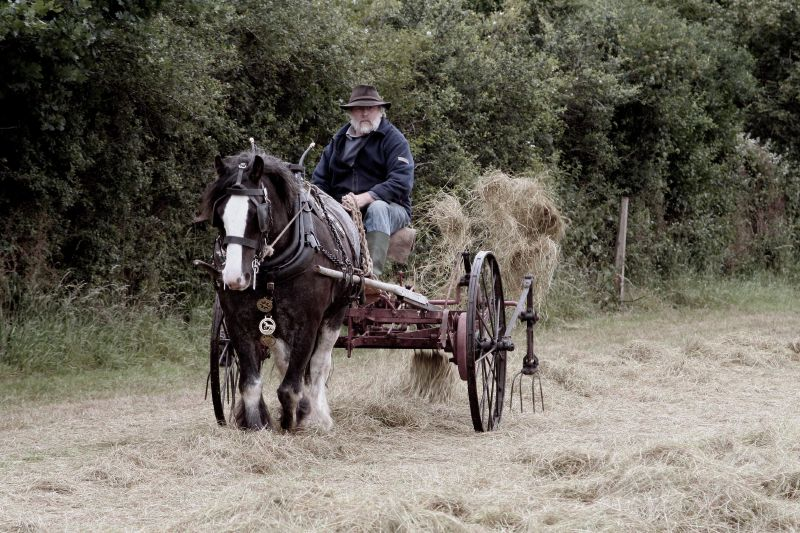
Gabelheuwender im Einsatz

Eine bereits in der Mitte des 19. Jahrhunderts entwickelte Bauart ist der Gabelheuwender. In der Funktionsweise ist er dem händischen Heuen mit der Gabel nachempfunden. Die einzelnen Gabeln sind auf einer Kurbelwelle befestigt und werfen das Mähgut portionsweise nach hinten hoch (Bild). Vorteil des Gabelheuwenders ist die schonende Behandlung der nährstoffreichen Blättchen im fast trockenen Heu. Nachteilig ist, dass beim ersten Wenden des frisch geschnittenen und noch schweren Grases hingegen gerne größere Portionen ungewendet liegenbleiben. Gabelwender wurden bis in die 1960er Jahre produziert und von den zapfwellenbetriebenen Kreiselheuern verdrängt.

### Rüttelzetter

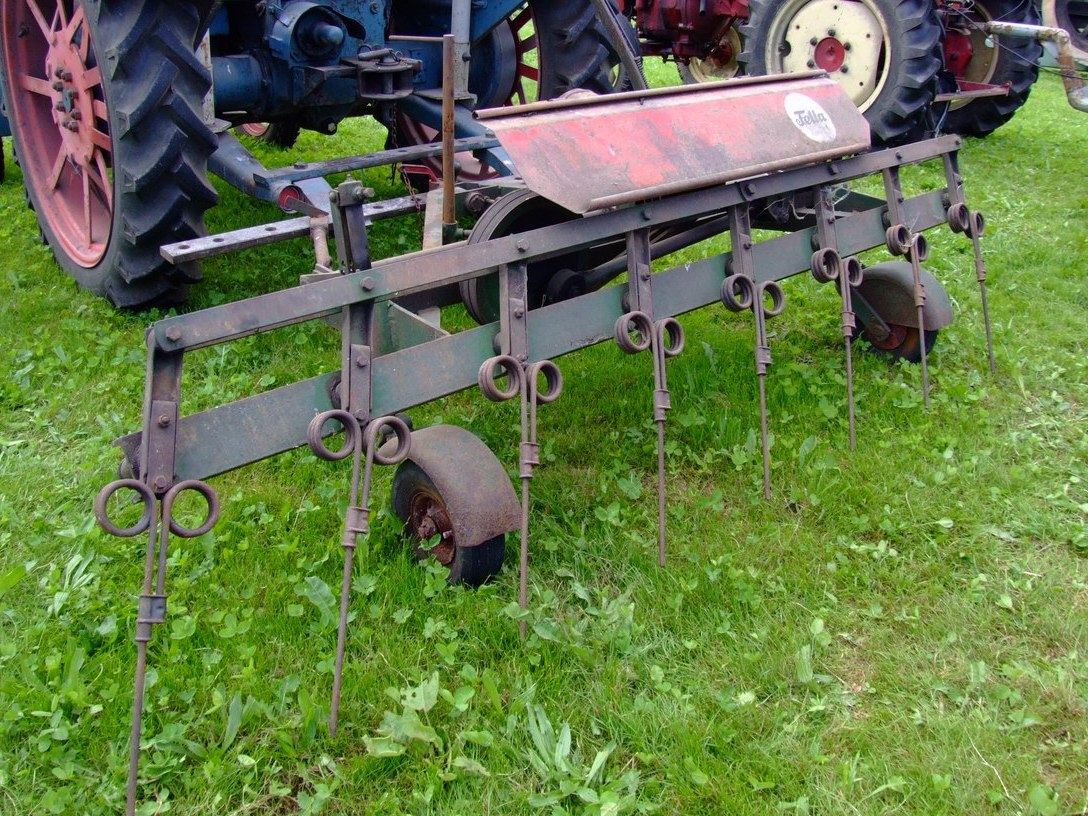
Rüttelzetter "Streif" von Fella

Das gelenkwellengetriebene Gerät lockert das Grüngut durch das Hin- und Herbewegen von gefederten Zinken.

### Kreiselrechwender
An zwei gegenläufigen Horizontalkreiseln, die zapfwellengetrieben sind, sind schräg nach unten stehende Zinken angebracht. Diese nehmen das Grüngut auf und werfen es nach hinten. Aufgrund hinten angebrachter Fangkörbe ist eine Schwadlegung wie mit einem Schwader möglich. Ihre Verbreitung ist wegen der eingeschränkten Arbeitsleistung gering.

### Trommelwender

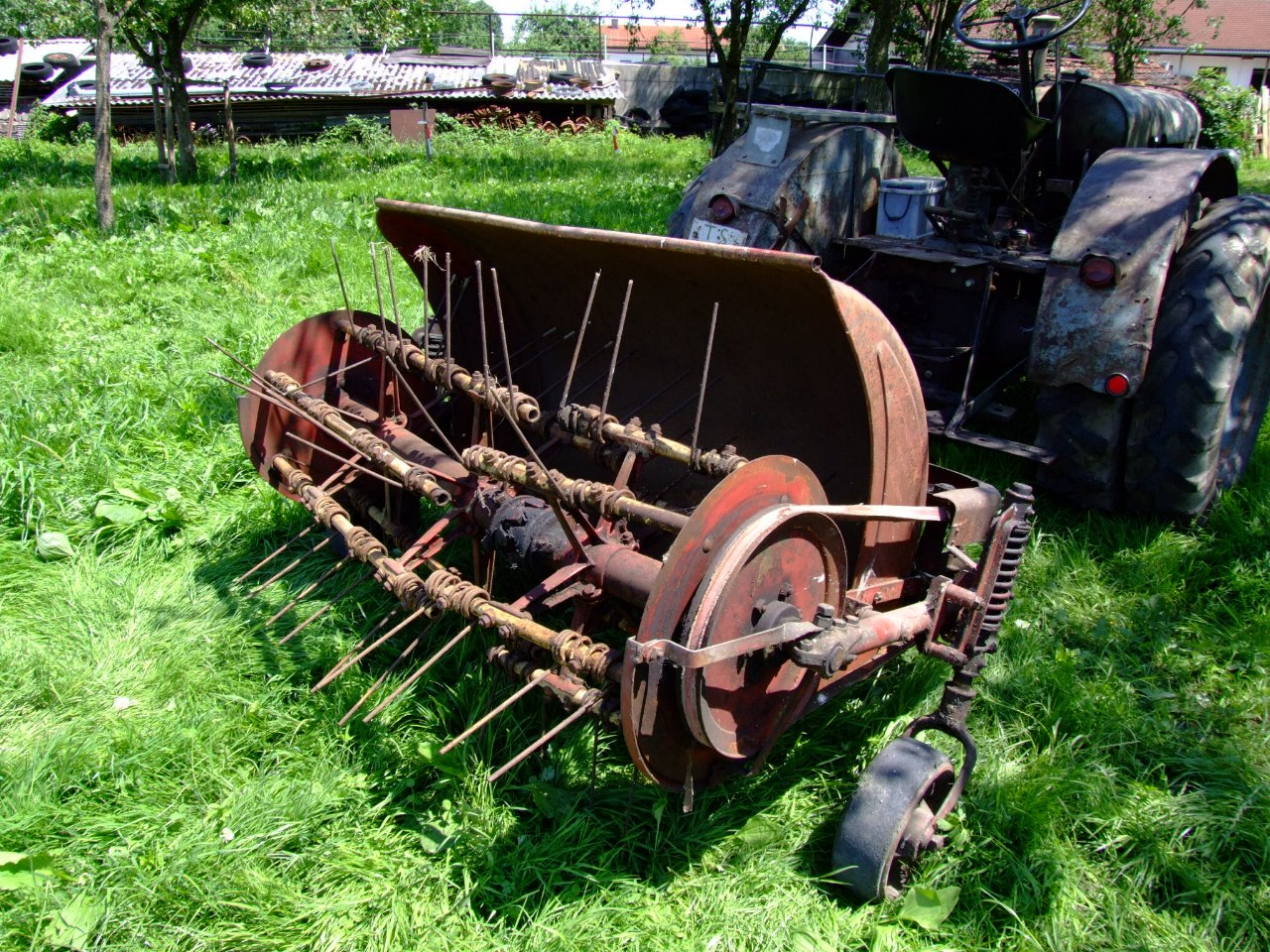
Trommelzetter

Hier sind drei Zinkenkämme quer zur Fahrtrichtung montiert. Sie drehen sich im Kreis, ähnlich der Haspel eines Mähdreschers und werfen das Halmgut unten nach hinten weg. Eine Sonderbauform ist der Trommelzetter, der in einem Arbeitsgang mit dem Mähen mittels eines Fingermähwerkes die vorherige Mahd zettet(verteilt). Er arbeitet gegen die Fahrtrichtung und wirft die Schwade oben aus. Ebenfalls gegen die Fahrtrichtung kann ein Schubrechwender, oder Kammschwader und auch ein Trommelwender, arbeiten. Da die Drehachse diagonal zur Fahrtrichtung gestellt werden kann, ist damit auch eine Schwadlegung möglich. Er zählt damit zu den Vielfachgeräten.

### Band- oder Kettenrechwender

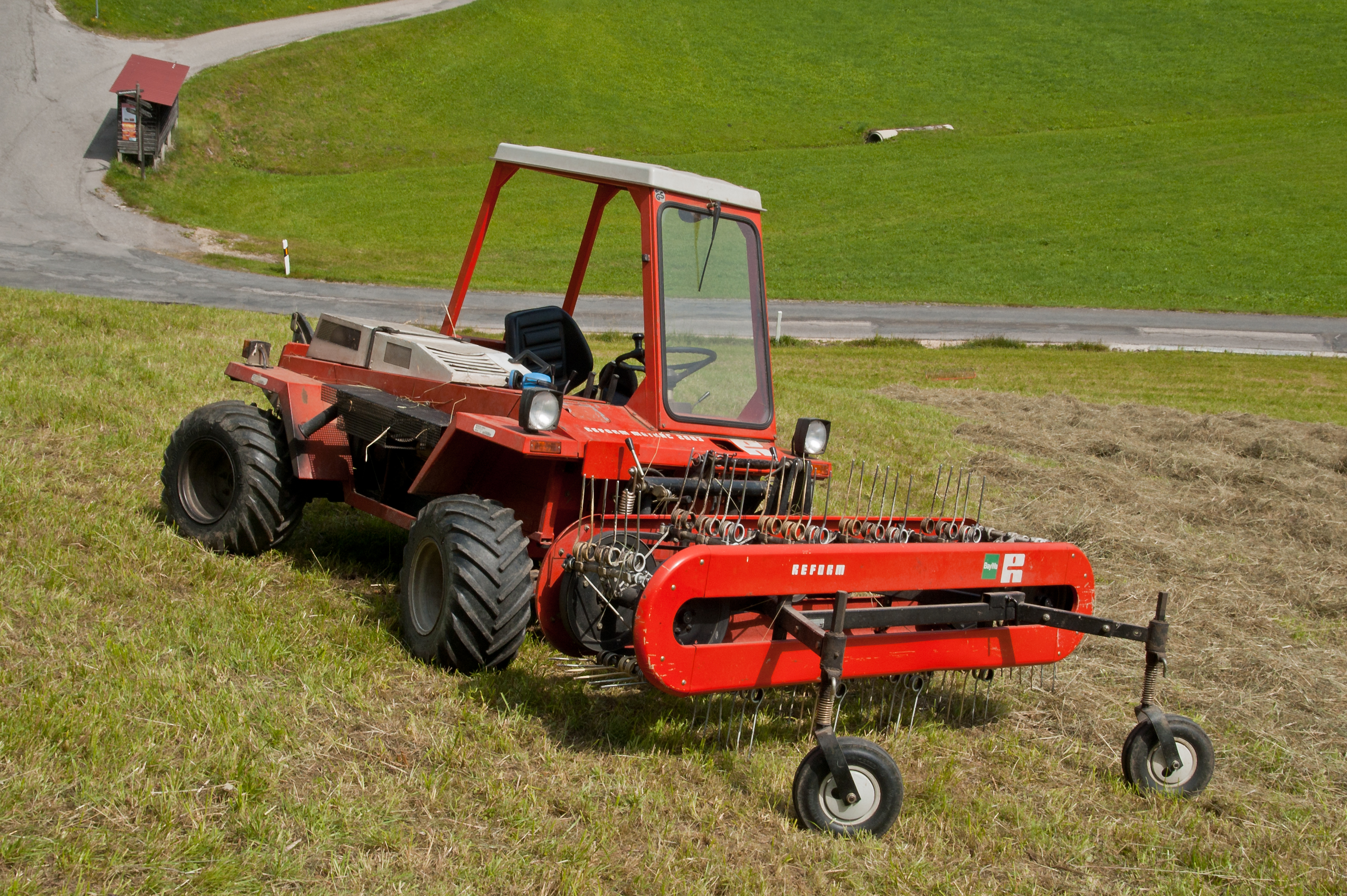
Reform Metrac mit Bandrechwender

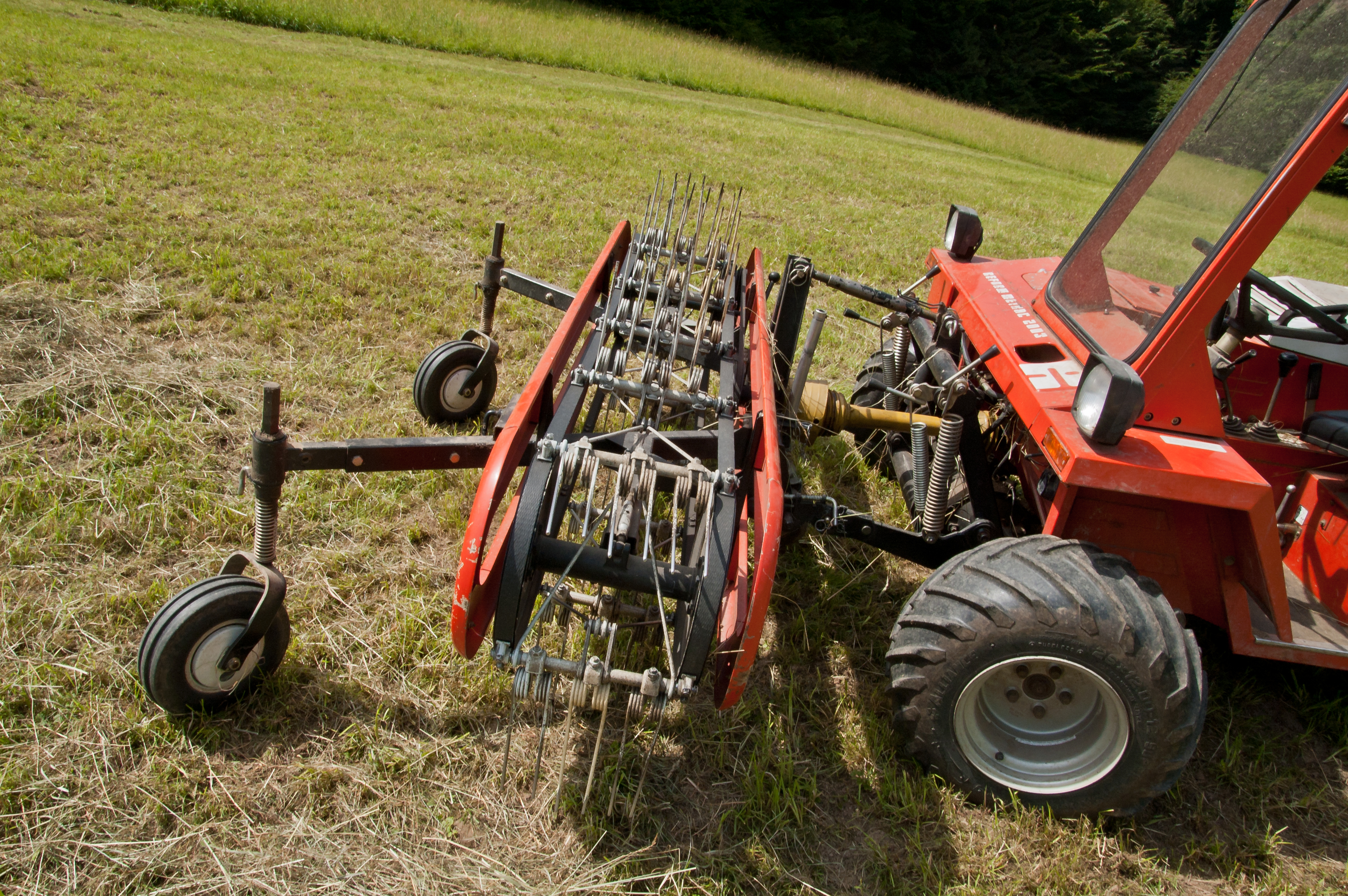
Bandrechen des oben abgebildeten Metracs

Bandrechwender oder auch Bandheuer bzw. Bandrechen sind ein häufig genutztes Gerät in der Berglandwirtschaft. Als selbstfahrende handgeführte Motorgeräte können sie bis zu 80 % Hangneigung eingesetzt werden. Es werden gesteuerte Zinken auf Kunststoff-, Gummiriemen oder Zahnradketten montiert, die quer zur Fahrrichtung laufen. Das Mähgut wird seitlich durch die senkrecht auf dem Boden streifenden Zinken ausgeworfen. Durch das Anbringen eines Fangkorbes ist eine Schwadlegung möglich. Die eingeschränkte Arbeitsbreite ist in den Einsatzgebieten bedeutungslos.
Der Vorteil des Bandheuers liegt im geringen Gewicht und am fahrzeugnahen Aufbau des Gerätes. Dies erlaubt eine weitaus bessere Hangtauglichkeit als es bei einem z. B. Kreiselschwader der Fall ist. Um eine höhere Fahrgeschwindigkeit zu erreichen, gibt es heute Bandheuer für Hanggeräteträger mit bis zu 5 Zinkenreihen.
Allerdings gibt es auch breitere Versionen (Mittelschwader), die Arbeitsbreiten von bis 5 Meter erreichen.